# Гололобов, Дмитрий Викторович
Дми́трий Ви́кторович Гололо́бов (укр. Дмитро Вікторович Гололобов; род. 1 января 1985, Великодолинское, Одесская область) — украинский футболист, защитник. Является одним из самых высоких (203 см) футболистов в украинском футболе.

## Биография

### Клубная карьера
Детство провёл в Кировограде, в детстве также занимался танцами. Его отец часто водил его на футбол, после чего Дмитрий принял решение заниматься именно футболом. В Кировограде тренировался под руководством тренера — Вадима Бондаря. Гололобов вместе с командой ДЮСШ участвовал на турнире в Кёльне, где его команда заняла 1-е место. В соревнование на чеканку мяча Дмитрий занял 3-е место он смог удержать мяч в воздухе около 8-ми минут, за это его наградили — серебряной бутсой. В ДЮФЛ Гололобов выступал за «Звезду» и донецкий «Шахтёр».
Летом 2002 года выступал за донецкий «Металлург-2» во Второй лиге Украины, провёл 1 матч. Позже перешёл в киевскую «Оболонь». Вначале выступал за «Оболонь-2», всего за команду во Второй лиге провёл 48 матчей и забил 1 гол. В июне 2004 года находился в составе хмельницкого «Подолья». 3 апреля 2005 года дебютировал в Высшей лиге Украины в выездном матче против луцкой «Волыни» (1:0). 16 апреля 2005 года в проигранном матче с донецким «Шахтёром» (5:2), Гололобов забил гол в ворота Яна Лаштувки, также отдал голевую передачу, за это он был признан лучшим игроком в составе «Оболони». Всего за «Оболонь» он провёл 8 матчей и забил 1 гол в чемпионате, также провёл 19 встреч в молодёжном первенстве Украины.
После того как «Оболонь» вылетела из Высшей лиги он перешёл в клуб «Харьков», куда его пригласил Геннадий Литовченко. В сезоне 2005/06 он провёл всего 5 матчей в чемпионате Украины. Вскоре он получил травму, а после того как Литовченко ушёл из «Харькова» Гололобов принял решение уйти из команды. Позже он непродолжительно выступал за клубы Первой лиги Украины — днепродзержинскую «Сталь» и черкасский «Днепр».
Зимой 2008 года подписал контракт с клубом «Севастополь». В команде дебютировал 23 марта 2008 года в выездном матче против «Крымтеплицы» (4:2). В декабре 2008 года продлил свой контракт на два года, то есть до конца 2010 года. В сезоне 2009/10 «Севастополь» смог стать победителем Первой лиги Украины и выйти в Премьер-лигу. В Премьер-лиге за «Севастополь» дебютировал 27 ноября 2010 года в выездном матче против киевского «Динамо» (2:0). В начале 2011 года получил статус свободного агента. Всего за «Севастополь» Гололобов провёл 71 матч и забил 4 мяча.

### Карьера в сборной
Летом 2005 года принял участие в молодёжном чемпионате мира в Нидерландах. В своей группе Украина заняла 2-е место уступив лишь Китаю и обогнав Турцию и Панаму. В 1/16 финала Украина уступила Нигерии (1:0) и покинула турнир. Гололобов на чемпионате провёл всего 1 матч, против сборной Турции (2:2) в котором он отыграл весь поединок и получил жёлтую карточку.

## Достижения
- Победитель Первой лиги Украины: 2009/10

## Личная жизнь
Отца зовут Виктор Михайлович. Дмитрий Гололобов не женат.